# Holding Slovenske elektrarne
Holding Slovenske elektrarne (kratica: HSE) je državno energetsko podjetje v Sloveniji, ki je bilo ustanovljeno leta 2001. 
HSE je "največja slovenska organizacija s področja elektrotehnike ter največji proizvajalec in trgovec z električno energijo na veleprodajnem trgu v Sloveniji."
Generalni direktor HSE je Matjaž Marovt (od leta 2017), medtem ko je predsednik nadzornega sveta Milan Perović.

## Zgodovina
Vlada Republike Slovenije je leta 2001 podprla pobudo Savskih, Dravskih in Soških elektrarn po združitvi v holding.

## Skupina HSE
- Dravske elektrarne Maribor
- Soške elektrarne Nova Gorica
- Srednjesavske elektrarne
- HSE - Energetska družba Trbovlje
- Termoelektrarna Šoštanj
- Premogovnik Velenje
- HSE Invest
- HSE Balkan Energy
- HSE Adria
- HSE MAK Energy
- HSE BH Energetsko preduzeće